# 慶州姜氏
慶州姜氏（キョンジュガンし、けいしゅうきょうし、경주 강씨）は、韓国・朝鮮における姜氏の氏族。貫郷は慶州。2015年の調査では399人である。

## 主要人物
科挙及第者が2名いる。
- 姜仲善：1605年生まれ。1637年（仁祖15）武科の別試で丙科を取る。
- 姜春男：1603年生まれ。1637年（仁祖15）武科の別試で丙科を取る。

## 人口
統計庁によると、1985年は488世帯1861名、2000年は2927世帯9120名、2015年は399名。